# Václav Thám
Jan Šimon Václav Thám (26. října 1765 Praha – okolo 1816 Halič) byl český básník, dramatik, překladatel, herec, režisér a národní obroditel.

## Život
Narodil se roku 1765 ve Valdštejnském paláci v Praze Václavu Thámovi z Rožďalovic a jeho ženě Kateřině roz. Sveirin. Oba rodiče pocházeli z valdštejnského panství, byli osobně svobodní a působili na dvoře hrabat Valdštejnů.
V letech 1775–1780 navštěvoval akademické gymnázium v Praze a v letech 1780–1782 vystudoval filozofii . V roce 1784 se stal úředníkem pražské policie. Po četných stížnostech na arogantní chování jeho i dalších mladíků v řadách policie (nemajíce potřebných zkušeností, dopouštějí se prý přehmatů a povyšují se nad občany, dávajíce jim s oblibou cítiti svoji úřední moc), byl nucen policejní službu opustit..
Poté přešel k divadelní kariéře. Stal se jedním z hlavních činitelů Boudy, později i divadla U Hybernů. Roku 1793 jej kvůli problémům s alkoholem propustili z Mihulovy společnosti, ale vzápětí byl přijat do Vasbachovy společnosti.
Přispíval články do časopisů, v období 1789–1790 redigoval Schönfeldské králopražské noviny.
Roku 1799 odjel z Prahy a hrál na různých místech nejen v Čechách. V letech 1812–1813 působil u Kronesovy společnosti, odkud přestoupil roku 1816 k společnosti Viovově.

### Legendy a nejasnosti rodinného života a posledních let
Podle všeobecně tradované verze první žena, dcera ředitele Heina, (nikoliv Jaquese Butteaua, jak uvádí Alois Jirásek v F. L. Věkovi) byla němá, ale po porodu začala mluvit. Od Tháma později utekla s nějakým hercem. Thám údajně šel k jejímu hrobu, kde zemřel.
Národní listy z roku 1889, tedy z doby, kdy vyšel teprve první díl Jiráskova F. L. Věka, ještě legendu o putování k hrobu nevěrné manželky neuvedly. Autor fejetonu však znal příběh němé manželky; pouze mu nebylo jasné, zda byl Václav Thám ženat jednou nebo dvakrát a ke které z manželek se příběh vztahoval. Lexikon české literatury z roku 2008 již zpřesnil, že Václav Thám byl ženat dvakrát. Poprvé se oženil 8. září 1793 s Josefou, dcerou herce Heima, která zemřela asi roku 1799. Podruhé se oženil s německou herečkou Josefou Groisingerovou, dcerou pešťského měšťana. Společně s ní a s dalšími herci opustil Prahu a založili německy hrající divadelní společnost. Zemřel v Haliči roku 1816 nebo počátkem roku 1817.
Stejně tak nelze potvrdit ani vyvrátit tradovaný příběh, že ostatky Václava Tháma byly z Haliče převezeny do Prahy a uloženy na Olšanských hřbitovech do hrobu jeho bratra Karla Ignáce. Tento hrob již dnes nelze identifikovat.

### Nejnovější zjištění
V závěru roku 2024 byl prostřednictvím webu Family Search nalezen záznam o narození Josephy Barbory Tham. Podrobnosti uváděly, že originál zápisu je v matriční knize města Šternberk z 12. června 1801. Jako otec dítěte je uveden Wenzel Tham, jako matka Josepha, dcera Jakoba Groisingera. Tento zápis (1.řádek zleva) znamená, že Václavu Thámovi se i v druhém manželství narodilo dítě, což nebylo do této doby známo.  Místo narození dítěte Šternberk souhlasí s tím, co je uvedeno v Merhautově Lexikonu české literatury, str. 896, že v letech 1801–1802 vystupoval ve Šternberku a Brně. Narozená dcerka Josepha Barbara však po 6 dnech zemřela, důvodem bylo zřejmě podchlazení,jak vyplývá z matričního záznamu úmrtí.

## Dílo
Napsal asi 50 her, zachovala se pouze část (z některých známe pouze názvy). Byl to jakýsi první český divadelník, sháněl lidi, kteří by byli schopni psát české hry.[zdroj?] Sám také překládal z němčiny. Jeho hry jsou plné nadšení, ale kvalitou by dnes asi neobstály.
- Břetislav a Jitka aneb Únos z kláštera
- Vlasta a Šárka aneb Dívčí boj u Prahy
- Švédská vojna v Čechách aneb Udatnost pražských studentů
- Zpěvy z nejvýbornějších 12 zpěvoher
- Básně v řeči vázané – sbírka básní od různých autorů

V roce 1785 vydal reprezentativní dvojdílný sborník-almanach Básně v řeči vázané. Oba díly se vždy člení na 3 části. Ve vstupním oddíle Thám shromáždil ukázky ze starší české poezie, včetně veršů Bohuslava Hasištejnského z Lobkovic či Jana Amose Komenského, aby tak dokázal, že současná tvorba má své předchůdce a opory. Druhý oddíl sborníku vždy obsahoval překlady, a to hlavně z dobově módních německých anakreontiků opěvujících smyslové prožitky, přírodní krásy, víno a ženy. V závěrečných oddílech pak byla uvedena vlastní tvorba Thámova a jeho spolupracovníků, která měla rovněž anakreontický charakter.